# Горица (парк)
Парк Горица — лесной парк, расположенный в центральной части города Подгорица.

## Описание
Представляет собой лесной парк на холме Горица (130 м) в самом центре города Подгорица, который является излюбленным местом жителей города для езды на велосипеде, отдыха и прогулок на природе.
В последние годы все больше и больше людей используют его в тренировочных целях для подготовки к участию в различных спортивно-развлекательных соревнованиях.
Также природа Горицы может оказывать целительно-оздоровительный эффект, так как парковые сосны выделяют химические вещества фитоциды, которые очищают (стерилизуют) воздух.
Холм является естественным щитом от северного ветра зимой, а летом температура воздуха в парке значительно ниже, чем в самом центре Подгорицы. На холме есть тренажерный зал под открытым небом, футбольное поле меньшего размера с искусственной травой, бетонная многоцелевая спортивная площадка.
Вдоль всего холма проходят велосипедная и пешеходная дорожки, оборудованные лавочками и освещением.
Горица во флористическом плане представляет собой настоящий природный ботанический сад, в котором растения цветут круглый год. На Горице произрастает несколько декоративных видов из семейства орхидей.
Среди посаженных деревьев преобладают алеппские сосны и кипарисы, а также, в меньшей степени, встречаются македонский дуб, ясень и кедровая сосна. Из кустарниковых пород можно встретить шелковицу, японскую калину, шиповник, инжир, сирень и многие другие. Также Горица является местом обитания большого количества грибов и видов животных.
Эстетическая ценность Горицы проявляется в красоте пейзажей, панорамных перспективах, богатстве ароматов и цветов.

## История
Холм Горица с древних времен имел важное значение для жителей Подгорицы. Ранее военное значение, как стратегическая точка, с которой можно было видеть, кто приближается к поселению, а теперь социальное, культурно-историческое, спортивно-рекреационное и оздоровительное.
Сам холм представляет собой известняково-травянистую возвышенность, которая в второй половине XX века была засажена деревьями и превращена в лесной парк.
В 2018 году в парке открылся средиземноморский сад общественно-образовательного формата, в котором были посажены различные виды средиземноморских фруктов, трав и деревьев.
В 2022 году парк Горица был провозглашен памятником природы.
В парке Горица есть культурно-исторические памятники: церковь Св. Георгия у подножия холма и памятник Партизану-борцу.

## Достопримечательности
- Памятник Партизану-борцу
- Медитеранский сад
- церковь Св. Георгия
- Авантюристический парк